# Russenzwartkorstje
Het russenzwartkorstje (Phyllachora junci) is een schimmel behorend tot de familie Phyllachoraceae. Het komt voor in rietlanden en oevervegetatie. Het leeft saprotroof op stengels van russen.

## Verspreiding
In Nederland komt het russenzwartkorstje uiterst zeldzaam voor.